# Cerkiew Przemienienia Pańskiego w Mamajach
Cerkiew Przemienienia Pańskiego w Mamajach – prawosławna cerkiew parafialna w Mamajach. Należy do dekanatu głębockiego eparchii połockiej i głębockiej Egzarchatu Białoruskiego Patriarchatu Moskiewskiego. Znajduje się w centrum wsi. Zabytek architektury klasycystycznej.

## Historia
Świątynia została wybudowana w latach 1826-1829 jako kościół katolicki świętych Apostołów Piotra i Pawła. Po stłumieniu powstania styczniowego władze rosyjskie odebrały kościół katolikom i w 1866 roku zamieniły go na cerkiew Kościoła Prawosławnego. W latach 60. XX w. władze sowieckie zamknęły cerkiew. W latach 90. XX wieku budynek został przekazany Egzarchatowi Białoruskiemu Patriarchatu Moskiewskiego. Nabożeństwa wznowiono w 1992 roku. W wyniku przebudowy na dachu budynku umieszczono blaszaną cebulastą kopułę złotego koloru.

## Architektura

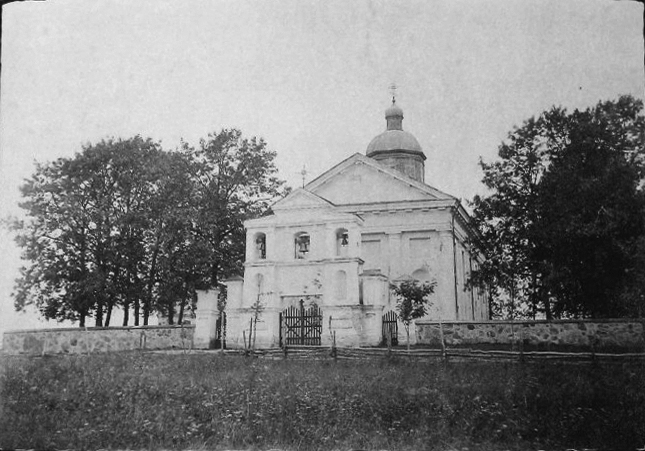
Świątynia na pocz. XX w.